# Острогожский округ
Острого́жский о́круг — административно-территориальная единица, входившая в состав Центрально-Чернозёмной области РСФСР в 1928—1930 гг. Административным центром округа был город Острогожск.

## История
14 мая 1928 года ВЦИК и СНК РСФСР приняли постановление об образовании на территории бывших Воронежской, Курской, Орловской и Тамбовской губерний Центрально-Чернозёмной области (ЦЧО) с центром в городе Воронеже.
16 июля 1928 года был определён состав округов ЦЧО, а 30 июля 1928 года — сеть районов. Всего было создано 11 округов и 178 районов. В числе прочих, в составе Центрально-Чернозёмной области был образован Острогожский округ. Округ первоначально состоял из 16 районов.
18 сентября 1929 года был образован Старооскольский округ, в состав которого были переданы 3 района Острогожского округа.
В 1930 году существование округов было признано нецелесообразным и 23 июля 1930 года по постановлению ЦИК и СНК СССР окружное деление было упразднено. Острогожский округ был ликвидирован, входившие в него районы стали подчиняться непосредственно областному центру ЦЧО.
Территория, занимаемая Острогожским округом, входит в состав современных Белгородской и Воронежской областей.

## Состав округа (районы)
- Алексеевский район
- Будённовский район
- Валуйский район
- Вейделевский район
- Великомихайловский район (был передан в состав Старооскольского округа в 1929 году)
- Волоконовский район
- Давыдовский район
- Каменский район
- Коротоякский район
- Лискинский район
- Никитовский район
- Новооскольский район (был передан в состав Старооскольского округа в 1929 году)
- Острогожский район
- Репьёвский район
- Чернянский район (был передан в состав Старооскольского округа в 1929 году)
- Уразовский район